# Godmanchester
Godmanchester är en stad och civil parish strax söder om Huntingdon i Huntingdonshire, i Cambridgeshire i England. Folkmängden uppgick till 6 506 invånare 2011, på en yta av 1,59 km².